# Katarzyna Giereło-Klimaszewska
Katarzyna Giereło-Klimaszewska (ur. 1969) – politolog, medioznawca, wykładowca, dziennikarz, była współwłaścicielka pierwszej w Polsce firmy skupiającej dziennikarzy freelancerów Dedlajn (Warszawa).
Absolwentka Uniwersytetu Wrocławskiego; Polsko-Amerykańskiego Studium Komunikacji Społecznej w Organizacji i Zarządzaniu afiliowanego przy Politechnice Wrocławskiej i Uniwersytecie Stanowym Centralnego Connecticut; Studium Wiedzy o Krajach Rozwijających się (Uniwersytet Warszawski). Wykładowca Dolnośląskiej Szkoły Wyższej. Specjalizuje się w politycznym komunikowaniu, public relations i mediach. Prowadzi badania nad tworzeniem wizerunku politycznego w mediach oraz wpływem polityki na funkcjonowanie mediów – zwłaszcza publicznych.
W czasie kariery dziennikarskiej pracowała m.in. w "Super Expressie", "Wprost", "Życiu", RMF FM, a wcześniej odbyła staż w tygodniku „Na Przełaj”, praktyki dziennikarskie w Programie Trzecim Polskiego Radia. 
Autorka książki „Rola telewizji w kształtowaniu wizerunku politycznego. Studium mediatyzacji polityki na przykładzie wyborów prezydenckich w Polsce” oraz artykułów dotyczących funkcjonowania mediów na styku z polityką. 
Członek Polskiego Towarzystwa Komunikacji Społecznej oraz Stowarzyszenia Dziennikarzy Polskich.